# Lipotriches raialii
Lipotriches raialii är en biart som först beskrevs av Gregory B. Pauly 2001.  Lipotriches raialii ingår i släktet Lipotriches och familjen vägbin. Inga underarter finns listade i Catalogue of Life.